# Columnea
- Commons
- Wikispecies

Columnea L. é um género botânico pertencente à família Gesneriaceae, nativo da América tropical e Caribe.

## Sinonímia
| - Aponoa Raf. - Bucinella Wiehler - Bucinellina Wiehler - Collandra Lem. - Dalbergaria Tussac | - Eusynetra Raf. - Glycanthes Raf. - Kohlerianthus Fritsch - Ortholoma Hanst. - Pentadenia Hanst. | - Pterygoloma Hanst. - Stenanthus Oerst. ex Hanst. - Stygnanthe Hanst. - Vireya Raf. |

## Espécies
| - Columnea anisophylla - Columnea crassifolia - Columnea flexiflora - Columnea glabra - Columnea lepidocaula | - Columnea magnifica - Columnea microcalyx - Columnea orientandina - Columnea tuerckheimii |

- «Lista completa»

## Classificação do gênero
| Sistema | Classificação                        | Referência               |
| ------- | ------------------------------------ | ------------------------ |
| Linné   | Classe Didynamia, ordem Angiospermia | Species plantarum (1753) |